# Park Leśny Głębokie
Park Leśny Głębokie – położony w północno-zachodniej części Szczecina park leśny o powierzchni ok. 350 ha, na terenie którego znajduje się Jezioro Głębokie. Las stanowi część Puszczy Wkrzańskiej i jest drugim pod względem powierzchni szczecińskim parkiem leśnym. 
Park leśny porasta las mieszany, charakteryzujący się dużym udziałem sosny zwyczajnej. Od północnego wschodu sąsiaduje z osiedlem Głębokie, zaś od północy z osiedlem Pilchowo. Przez teren parku przebiega ścieżka dydaktyczna oraz Szlak Puszczy Wkrzańskiej im. S. Kaczmarka.
Przy alei Spacerowej biegnącej wzdłuż północnego brzegu jeziora, na jego północno-zachodnim brzegu, rosną pomnikowe drzewa: Dęby Brytyjczycy (5 dębów o obwodzie 300-430 cm), których nazwa upamiętnia Brytyjską Misję Repatriacyjną dla Niemców. Jej siedziba funkcjonowała w latach 1945-1947 w willi stojącej przy pobliskiej ul. Jaworowej. Na zachód od nich rośnie Buk Upiór (obwód 400 cm), jego nazwa wiąże się z „upiornym” kształtem kilkunastu konarów korony drzewa. Przy północno-zachodnim krańcu jeziora znajduje się strzelnica wojskowa „Wołczkowo”. W centralnej części Parku Leśnego znajduje się wzniesienie o wysokości 22 m n.p.m..